# Matthijs van Boxsel
Matthijs van Boxsel (25 de agosto de 1957, Amsterdã) é um historiador holandês que acredita que ninguém é suficientemente inteligente para compreender a própria estupidez. Em sua obra mais conhecida, De Encyclopedie van de Domheid (a Enciclopédia da Estupidez) ele mostra como a estupidez se manifesta em todas as áreas, em todas as pessoas e em todas as épocas, propondo (provocativamente) que a estupidez é a base da nossa civilização.

## "Enciclopédia da Estupidez"
Em seções curtas com títulos tais como Clube dos Trapalhões, Idiotas no Inferno, Genealogia dos Idiotas e Estética do Gesto Vazio, a estupidez é analisada à base de contos de fadas, cartoons, arcos do triunfo, paisagismo, tetos barrocos, piadas, desculpas esfarrapadas e ficção científica. Mas Van Boxsel quer mais do que meramente montar um "gabinete paralelo" da sabedoria; ele tenta aprofundar a lógica deste mundo contrário. Onde a compreensão e a inteligência começam a findar? Ele examina tolos míticos, como Ciclope e o Rei Midas, cidades fictícias como Gotham City, arquétipos que incluem a "loura burra" e animais tradicionalmente estúpidos, como o ganso, o burro e a galinha sem cabeça.
Van Boxsel postula que a estupidez é uma condição para a inteligência, que os obtusos estimulam o progresso, que o fracasso é a base do sucesso. Nesta obra erudita e espirituosa, ele defende que nossa cultura é o produto de uma série de tentativas fracassadas de compreender a estupidez.

## Obras
- The Encyclopedia of Stupidity. Chicago: The University of Chicago Press, 2005. ISBN 978-1-86189-159-4
- Deskundologie: Domheid als Levenskunst. Amsterdã: Querido, 2006. ISBN 9021453126
- Morosofie: Dwaze wijzen en wijze dwazen in Nederland en Vlaanderen. Amsterdã: Querido, 2001. ISBN 9021453525